# سعادت شهر
سعادت شهر (بالفارسية: سعادت‌شهر) هي منطقة سكنية تقع في إيران في البلدة المركزية. يقدر عدد سكانها بـ 15,947 نسمة .